# 木村善之輔
木村 善之輔（きむら ぜんのすけ）は、大相撲の行司の名跡の一つ。これまでは春日野部屋の行司が襲名している。
2015年11月場所より幕下格の木村将二が十両格へ昇進、5代善之輔を襲名。これまでの歴代襲名者は、3代以外は後に木村庄太郎を襲名している。

## 襲名者代々
- 初代 後の13代木村庄太郎。三役格まで昇進し、1959年11月場所限りで、停年制度導入により退職した。
- 2代　後の27代式守伊之助。1963年1月場所に14代木村庄太郎を襲名するまで名乗っていた。
- 3代　後の29代式守伊之助。1963年3月場所に襲名。1995年1月場所に伊之助に昇格するまで名乗っていた。
- 4代　3代目が立行司に昇進したのを機に、1995年3月場所に襲名。2007年1月場所に15代木村庄太郎を襲名するまで、12年間名乗っていた。現在の43代式守伊之助。
- 5代　幕下格の木村将二が十両格昇進と同時に2015年11月場所に襲名。現在十両格。